# Dynamisk jämvikt
En dynamisk jämvikt är ett balanstillstånd där två motverkande processer sker med samma hastighet. Kemiska jämvikter är alltid dynamiska, men dynamiska jämvikter förekommer också inom bland annat ekonomi och ekologi.
Inom kemin är det ett fenomen då övergången mellan kondensation och avdunstning sker parallellt, alltså då det avdunstar lika många molekyler, som det kondenseras. Ett slags slutet kretslopp.
Ett exempel på en dynamisk jämvikt är koldioxid i läskflaskor, som hoppar fram och tillbaka genom gasformigt (bubblor) och vattenlöst tillstånd.
CO2 (aq) ⇌ CO2 (g)